# Saclay
Saclay è un comune francese di 3 788 abitanti situato nel dipartimento dell'Essonne nella regione dell'Île-de-France.

## Società

### Evoluzione demografica
Abitanti censiti

## Educazione
- Paris-Saclay
- Università Parigi-Saclay